# 庄浪县
庄浪县是中华人民共和国甘肃省平凉市下属的一个县。与之接壤的县市有：东边华亭县，南边张家川回族自治县、秦安县，西边静宁县，北边隆德县、泾源县。

## 行政区划
庄浪县下辖15个镇、3个乡：
水洛镇、南湖镇、朱店镇、万泉镇、韩店镇、卧龙镇、阳川镇、盘安镇、大庄镇、通化镇、永宁镇、良邑镇、岳堡镇、柳梁镇、南坪镇、杨河乡、赵墩乡和郑河乡。